# Les Percussions de Strasbourg

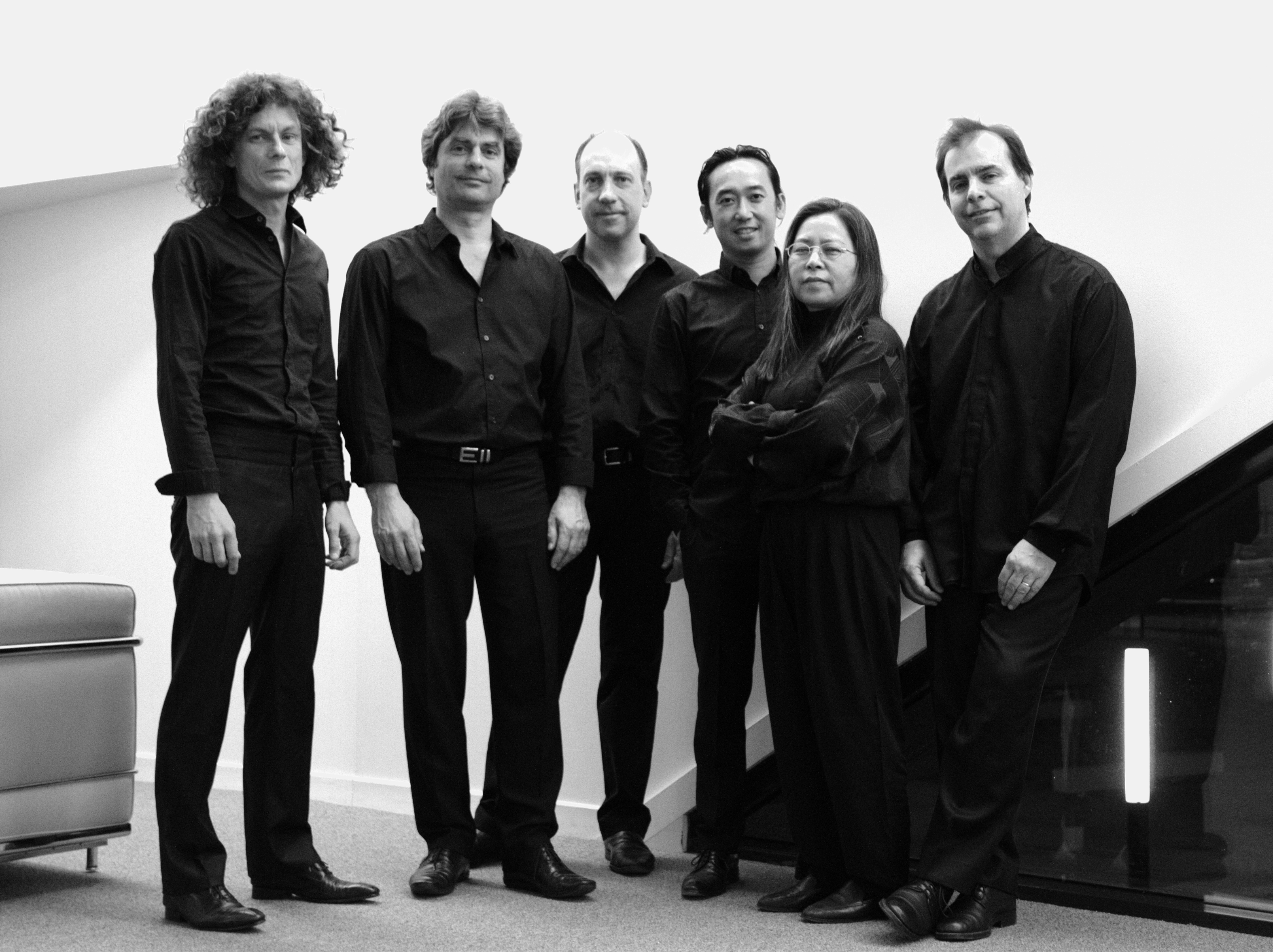
Les Percussions de Strasbourg, 2013

Les Percussions de Strasbourg (с фр. — «страсбургские перкусии») —  французский ансамбль современной музыки, созданный в Страсбурге в 1962 году и состоящий из шести перкуссионистов. 

## Нынешний состав
- Bernard Lesage
- Claude Ferrier
- François Papirer
- Mihn-Tam Nguyen
- Keiko Nakamura
- Olaf Tzschoppe

## Репертуар
К настоящему времени исполнил свыше 250 произведений композиторов XX—XXI веков, среди которых — Стравинский, Варез, Кейдж, Ноно, Бёртуистл, Донатони, Ксенакис, Эдисон Денисов, Милослав Кабелач, Морис Оана, Эммануэл Нуниш, Жорж Апергис, Жерар Гризе, Микаэль Жаррель, Мартин Маталон, Андре Букурешлев и др.

## Сотрудничество
Ансамбль сотрудничает с современными театральными режиссёрами и хореографами (Хайнер Геббельс, Мишель Нуаре).